# ويل جيمس (فنان)
ويل جيمس (بالإنجليزية: Will James)‏ (6 يونيو 1892 في كندا - 3 سبتمبر 1942، هوليوود في الولايات المتحدة)؛ كاتِب مُتخصِّص في أدب الأطفال، فنان وروائي كندي.

## روابط خارجية
- ويل جيمس على موقع IMDb (الإنجليزية)
- ويل جيمس على موقع الموسوعة البريطانية (الإنجليزية)
- ويل جيمس على موقع قاعدة بيانات الفيلم (الإنجليزية)